# Penelope Spheeris
Penelope Spheeris, född 2 december 1945 i New Orleans i Louisiana, är en amerikansk filmregissör, manusförfattare och producent.
Penelope Spheeris har grekiskt påbrå och hennes föräldrar arbetade under hennes uppväxt med cirkus och karnevaler. Hon är syster till musikern Jimmie Spheeris (1949–1984) och kusin till musikern Chris Spheeris samt filmregissören Costa-Gavras. Hon har en masterexamen inom teater från University of California i Los Angeles. 
Spheeris är bland annat känd för att ha regisserat dokumentärfilmen The Decline of Western Civilization (1981) samt komedifilmerna Wayne's World (1992) och Busungarna (1994).

## Filmografi i urval
- 1981 – The Decline of Western Civilization
- 1985 – Ondskans terror
- 1987 – Dudes
- 1988 – The Decline of Western Civilization. The Metal Years
- 1991 – Mödrar i fängelse
- 1992 – Wayne's World
- 1993 – Nyinflyttade i Beverly Hills
- 1994 – Busungarna
- 1996 – Black Sheep
- 1998 – Senseless - sanslösa sinnen
- 1998 – The Decline of Western Civilization Part III
- 2003 – Enronskandalen: En ögonvittnesskildring inifrån